# KazSat-3
«KazSat-3» — коммерческий геостационарный телекоммуникационный спутник, изготовлен в ОАО «Информационные спутниковые системы» имени академика М.Ф. Решетнёва» по заказу АО «Республиканский центр космической связи» (Казахстан).
Космический аппарат (КА) предназначен для размещения в точку стояния 58,5° в.д. для предоставления различных услуг связи на территории Казахстана: DTH, широкополосных систем и VSAT, передачи голоса и данных и видеоконференцсвязи.

## История создания
- 29 марта 2010 года — Казахстан объявил конкурс на создание и запуск KazSat-3[3];
- 17 июля 2010 года — завершился первый этап открытого конкурса по созданию и запуску спутника KazSat-3. Технические предложения по проекту представили 6 компаний[4];
- 20 октября 2010 года — начат второй этап открытого конкурса на создание спутника KazSat-3;
- 4 февраля 2011 год — стартовал повторный конкурс по проекту «KazSat-3». Конкурсные заявки подали 2 потенциальных поставщиков: ОАО «Информационные спутниковые системы» имени академика М. Ф. Решетнёва» и Китайской промышленной корпорации «Великая Стена» (China Great Wall Industry Corporation).[5]
- 25 марта 2011 повторный конкурс признан несостоявшимся[6].
- 20 июня 2011 года был подписан контракт на производство спутника «KazSat-3» между АО «Республиканский центр космической связи» (Республика Казахстан) и ОАО «Информационные спутниковые системы» имени академика М. Ф. Решетнёва». В соответствии с условиями контракта ОАО «ИСС» отвечает за проектирование, разработку, изготовление, интеграцию и испытания КА, а также за создание основного («Акколь») и резервного («Алматы») наземных комплексов управления. Кроме того, предприятие предоставит оператору услуги по обучению персонала и технической поддержке в процессе эксплуатации спутника[1].
- 28 апреля 2014 года со стартового комплекса площадки № 81 космодрома «Байконур» состоялся пуск ракеты-носителя «Протон-М» с разгонным блоком «Бриз-М», спутником «KazSat-3» и космическим аппаратом «Луч-5В». Риски гибели и/или утраты спутника «KazSat-3» на период запуска и приемки на орбите были застрахованы на сумму 176 млн долларов в российской страховой компании ОАО «АльфаСтрахование». Срок действия договора страхования с российским страховщиком составляет 180 дней с момента запуска[7].
- 29 декабря 2014 года АО «Республиканский центр космической связи» (РЦКС) осуществило приемку космического аппарата связи и вещания KazSat-3 от российского производителя — ОАО «Информационные спутниковые системы» имени академика М. Ф. Решетнёва»[8].
- 23 января 2015 года специальная комиссия, созданная приказом Аэрокосмического комитета Министерства по инвестициям и развитию Республики Казахстан, подписала акта о приёмке результатов по завершенному проекту создания космической системы связи «KazSat-3», включая наземный комплекс управления космическими аппаратами в городе Акколь[9].
- 1 марта 2016 года объявлено[10] о завершении тестов и переводу абонентов национального спутникового телевидения «OTAU TV» на данный борт. В период с 15 марта по сентябрь вещание также будет производиться параллельно со спутника Intelsat 904.

## Конструкция

### Космическая платформа
КА «KazSat-3» построен на базе спутниковой платформы Экспресс-1000HTA, которая по своим удельным техническим и эксплуатационным характеристикам более чем в два раза превосходит платформу спутников «Экспресс АМ33/44» МСС-767, предыдущую платформу ОАО ИСС. Одной из особенностей платформы является комбинированная система терморегулирования, где применяется полностью резервированный жидкостный контур. Оборудование платформы размещено на сотопанелях (с внутренним строением пчелиных сот), которые в свою очередь крепятся на изогридную («вафельную») центральную трубу. На платформе применяются солнечные батареи на основе трёхкаскадных арсенид-галлиевых фотопреобразователей производства ОАО НПП «Квант» (г. Москва), литий-ионные аккумуляторные батареи Saft VS 180 производства французской компании Saft и стационарные плазменные двигатели СПД-100 производства ОКБ Факел (г. Калининград) для осуществления коррекции по долготе и широте.
Согласно расчётам, срок активного существования спутника на орбите составит более 15 лет.

### Полезная нагрузка
Оборудование модуля полезной нагрузки КА «KazSat-3» изготовлено итальянском отделением компании Thales Alenia Space. Космический аппарат имеет 28 транспондера Ku-диапазона.

## Запуск спутника
Запуск космического аппарата был осуществлён в паре со спутником «Луч-5В» ракетой-носителем «Протон-М» с разгонным блоком «Бриз-М».

## События
- 15 сентября 2023 года в период длительного прохождения теневых участков Луны и Земли произошел разряд батарейных блоков космического аппарата связи KazSat-3, в результате чего временно был приостановлен действующий сервис по спутниковому телерадиовещанию и спутниковой передачи данных. Национальный оператор АО "Республиканский центр космической связи" совместно с разработчиком космического аппарата АО "ИСС имени Академика М.Ф. Решетнева" работает над восстановлением сервисов.[15] .